# Ruwen
Ruwen oder Rouven ist ein männlicher Vorname.

## Herkunft und Bedeutung
Es handelt sich bei Ruwen um eine Variante des Namens Ruben.

## Varianten und Verbreitung
Der Name Ruwen wird in den Niederlanden gelegentlich vergeben.
In Deutschland wird der Name Ruwen sehr selten vergeben. Es überwiegen die Schreibweisen Rouven und Ruven. Die Schreibweise Rouwen wird noch seltener gewählt.

## Namensträger

### Ruwen
- Ruwen Faller (* 1980), deutscher Sprinter
- Ruwen Filus (* 1988), deutscher Tischtennisspieler
- Ruwen Straub (* 1993), deutscher Schwimmsportler

### Rouwen
- Rouwen Cañal-Bruland (* 1978), deutscher Sportpsychologe und Hochschullehrer
- Rouwen Hennings (* 1987), deutscher Fußballspieler
- Rouwen Huther (* 1978), deutscher Opernsänger

### Ruven
- Ruven Gruber (* 1995), Schweizer Unihockeytorhüter

### Rouven
- Rouven (* 1969), israelischer Popsänger
- Rouven Costanza (* 1975), deutscher Schauspieler und Theaterregisseur
- Rouven Ertlschweiger (* 1976), österreichischer Politiker
- Rouven Essig, südafrikanischer Physiker
- Rouven Israel (* 1994), deutscher Schauspieler
- Rouven Kötter (* 1979), deutscher Politiker
- Rouven Laur (1994–2024), deutscher Polizist
- Rouven Lotz (* 1977), deutscher Kunsthistoriker und Museumsdirektor
- Rouven Meschede (* 1991), deutscher Fußballspieler
- Rouven Roessler (* 1980), deutscher Basketballspieler
- Rouven Sattelmaier (* 1987), deutscher Fußballtorwart
- Rouven Schirmer (* 1976), deutscher Cellist
- Rouven Schröder (* 1975), deutscher Fußballfunktionär und ehemaliger -spieler

### Künstlername
- Jan Rouven (* 1977), deutscher Zauberkünstler